# Provincia de Ilam
Ilam (persa: ایلام; transliterado: Īlām) es una de las treinta y una provincias de Irán. 
Está situada en el sureste del país, en la frontera con Irak. Su capital es Ilam (177 000 habitantes). Tiene una superficie de 20 133 km².

## División política

Condados de Ilam

Ilam está conformado por siete municipios, llamados shahrestanes:
- Abdanán (آبدانان, Ābdānān)
- Darreshahr (دره شهر, Darrešahr)
- Dehlorán (دهلران, Dehlorān)
- Eiván (ایوان, Eivān)
- Ilam (ایلام, Īlām)
- Mehrán (مهران, Mehrān)
- Shirván (شیروان, Šīrvān)

- Datos: Q170570
- Multimedia: Ilam Province / Q170570